# Kafferek
A kafferek a bantuk DK-Afrikában élő népeinek elavult összefoglaló elnevezése. A név az arab كافر kāfir (=hitetlen) szóból származik. Régen tágabb értelemben azokat a népcsoportokat is jelölték vele, amely a hottentották (önelnevezésükkel koikoik) és busmanok (szanok) kivételével valamennyi, Afrika Ny-i és K-i részében és belsejében a Fokföldtől az É. sz. 5°-ig lakó népet felölelte. Manapság a kaffer sértő etnikai megjelölésnek számít. 
A Pallas nagy lexikona alapján (19. sz. vége) a kafferek feloszlanak az ámázvászi, ámátonga, amakosza, amaponda, ámázulu mátebelé ágakra. A Kalahanik K-i szélén lakó kaffereket becsuánoknak hívják. A kafferek a bantuk főkontingensét teszik. Koponyájuk hosszúkás, mindkét oldalon lelapított, homlokuk magas és domború, orruk kiálló, álluk hegyes, ajkaik kissé duzzadtak, hajuk gyapjas, szakálluk gyönge, bőrük színe a sárgásbarna és fekete közt váltakozik. A kafferek szorosabb értelemben nomádok, marhatenyésztésből és földmívelésből (gabona, kukorica, dohány) élnek; az előbbit a férfiak, az utóbbit a nők űzik. A körülmetélés szokása nagyon elterjedt mind a két nemnél. Lakóhelyük kunyhókból áll, melyeket félgömb alakban, fonadékból készítenek; több ilyen kunyhó kört alkot, amelyet kerítés vesz körül (kral). A soknejűség dívik náluk; a nőket veszik és a kérőnél csak azt nézik, hogy mennél több tehene legyen. A család berendezése patriarkális. A fővezér (inkoszé) a maga államában korlátlanul uralkodik, de meg kell tartania a fennálló jogokat és szokásokat s életmódja is épp olyan, mint a többié. A gyermekek és testvérek nélküli törzstagok hagyatékát ő örökli. Az egy törzsbeliek törhetetlen hűséggel tartanak össze. Törzsi vallásuk a holtak tiszteletéből, rossz szellemek idézéséből és varázslatból áll. Papjaik kizárólag csodaorvosok, szellemidézők és esőcsinálók. A kereszténység a köreikben sok helyütt meghonosult (1830); egyes mohamedánok a Cape Delgadonál (Észak-Mozambik) laknak.